# Granita Deal

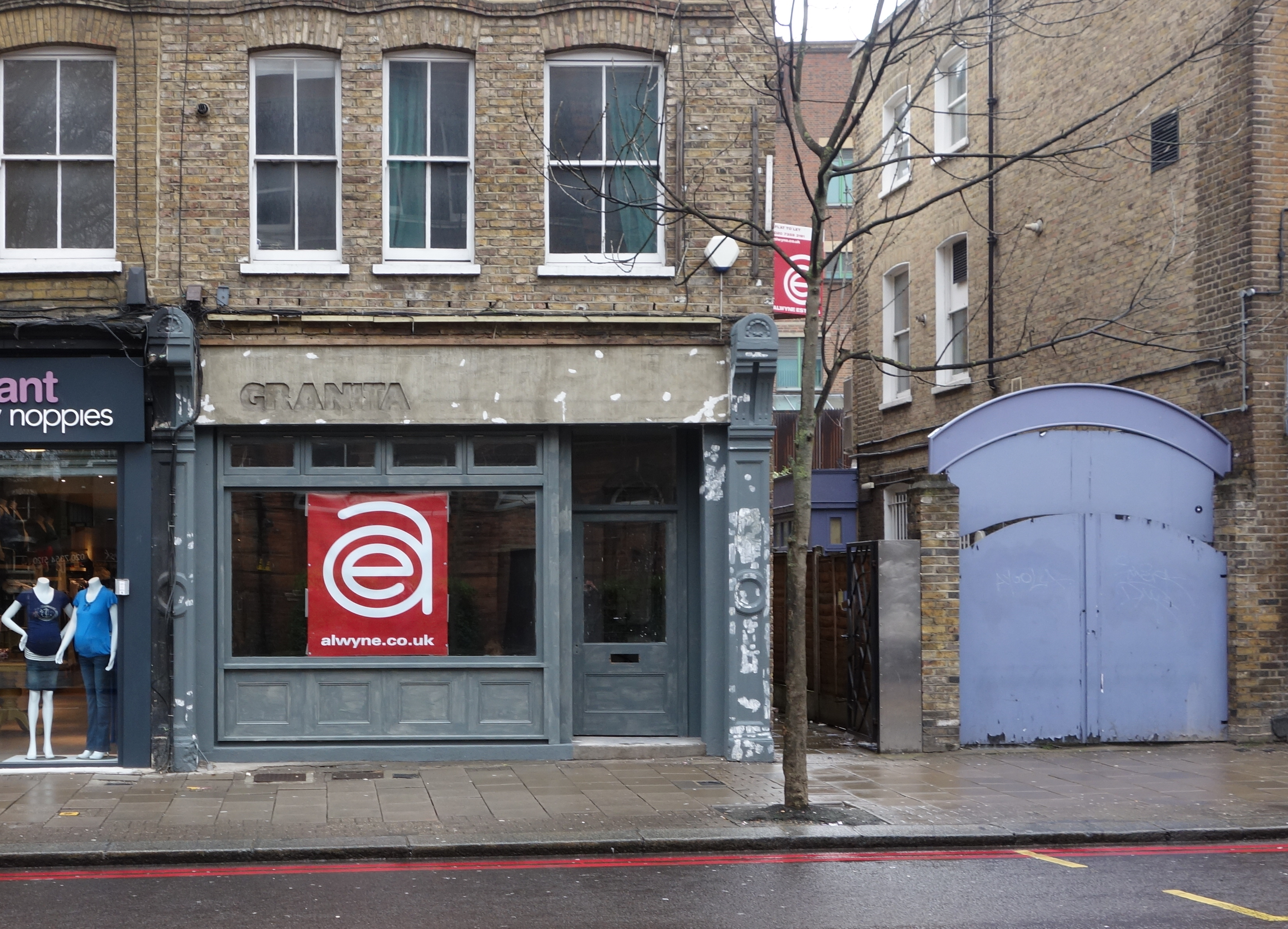
Das frühere Granita-Restaurant in der 127 Upper Street, Islington. Foto vom März 2013

Als Granita Deal (auch Granita-Abkommen / Granita-Pakt oder Blair-Brown-Deal genannt) wird eine politische Übereinkunft zwischen den beiden Labour-Politikern Tony Blair und Gordon Brown bezeichnet. Das Abkommen kam im Mai 1994 nach dem überraschenden Tod von Labour-Führer John Smith zustande. Blair und Brown einigten sich mit dem Granita Deal darauf, dass Tony Blair bei der anstehenden Wahl als Kandidat des progressiven Reformerflügels für die Parteiführung der Labour-Partei kandidierte. Gordon Brown stellte dafür seine eigenen Ambitionen auf den Parteivorsitz zunächst zurück, ließ Tony Blair den Vortritt ließ und unterstützte offen dessen Kandidatur. Im Gegenzug verpflichtete sich Blair auf weitreichende Zugeständnisse gegenüber Brown, dem im Fall eines Wahlsiegs von Labour sowohl das Amt des Schatzkanzlers zugestanden als auch die innenpolitische Agenda weitgehend überlassen wurde. Dazu kündigte Blair an, seine politische Karriere nicht immer einfach fortzusetzen, sondern Brown die Macht an einem bestimmten Punkt zu überlassen bzw. diesen dann bei seiner Kandidatur zu unterstützen.
Nach dem Wahlsieg Labours im Jahr 1997 bildeten Blair und Brown die Regierung entlang der gemachten Vereinbarungen. Die Ereignisse nach dem Tod von John Smith hatten allerdings für einen Bruch im vormals sehr engen Verhältnis zwischen beiden gesorgt. Zunehmend kam es zu Unstimmigkeiten zwischen ihnen über die interne Machtverteilung und innenpolitische Themen sowie auch den konkreten Zeitpunkt der Machtübergabe Blairs an Brown.
Die Existenz des Abkommens wurde von den beiden Protagonisten zunächst bestritten, später jedoch unabhängig voneinander bestätigt.

## Vorgeschichte

### Blair und Brown: Frühe Jahre

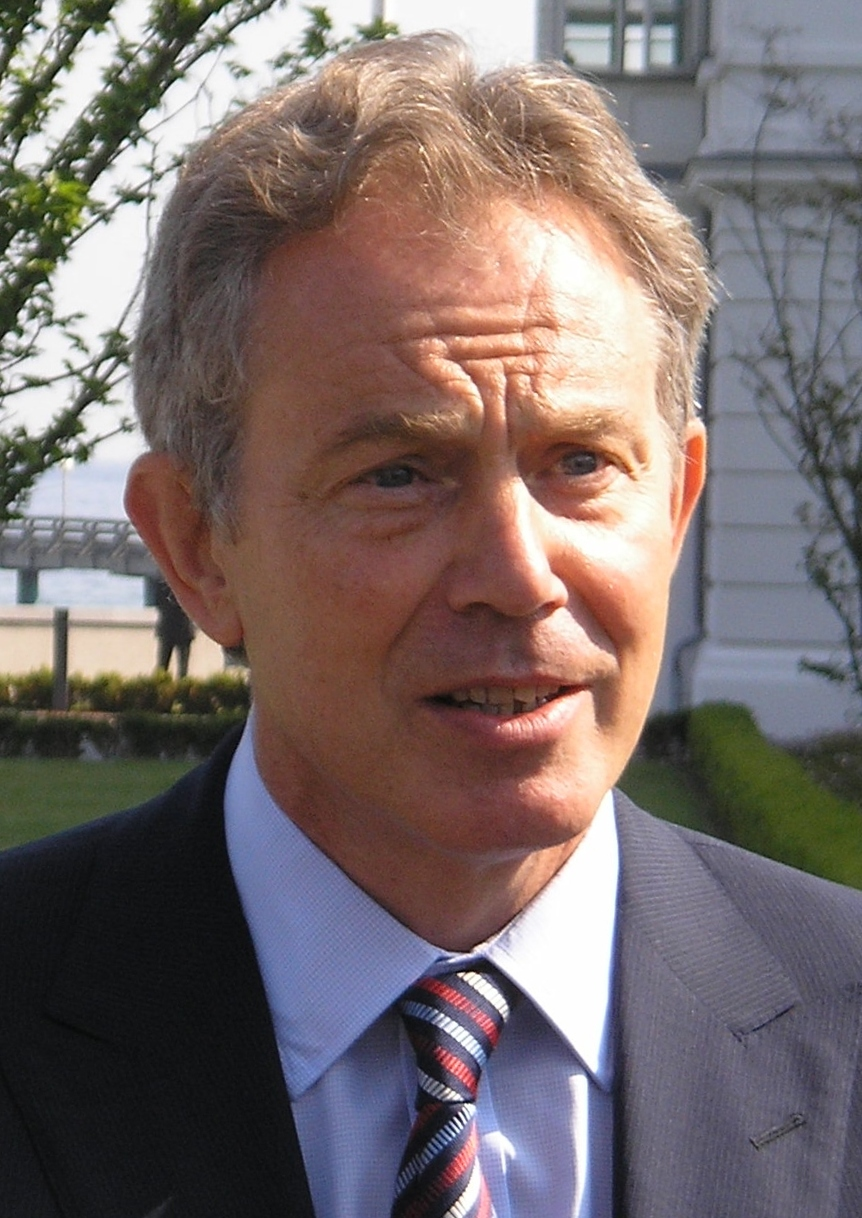
Tony Blair im Jahr 2007

Das Abkommen kam zwischen zwei führenden Politikern der Labour Party zustande, Tony Blair und Gordon Brown. Tony Blair, geboren 1953, entstammte einer mittelständischen Familie. Sein Vater Leo hatte einen sozialen Aufstieg hingelegt, war 1947 der Konservativen Partei beigetreten und strebte eine Kandidatur für das britische Unterhaus an. Er erlitt jedoch einen schweren Schlaganfall, als Tony elf Jahre alt war. Während Tony Blair sowohl am Fettes College als auch in Oxford unpolitisch gewesen war und sich eher als Musiker und Rock-Promoter versucht hatte, begann er in Oxford, sich der christlichen Religion hinzuwenden, die ihn zu einem sozialen Denken hinführte. Nach seinem Studienabschluss in Rechtswissenschaften 1975 trat er Labour bei, lernte den renommierten schottischen Barrister Alexander Irvine kennen, der selbst 1970 für Labour kandidiert hatte. In Irvines Londoner Kanzlei sammelte er als Barrister erste praktische Erfahrungen und lernte die ambitionierte Cherie Booth kennen, die fest in der Labour-Partei verwurzelt war. Er heiratete sie 1980. Ideologisch schwamm Blair in seinen Anfangsjahren einerseits mit dem Strom, andererseits stand er von Beginn an der von Tony Benn geführten „harten Linken“ feindlich gegenüber, die er mit ihren trotzkistischen Idealen als antidemokratisch ansah. Kurz vor der Wahl 1983 eröffnete sich für Tony Blair im neu kreierten Wahlkreis Sedgefield eine Vakanz; der Wahlkreis galt mit seiner Bergbauindustrie als sichere Hochburg für Labour.
Während seine Biographen Blair als seltsam wurzellos und schwer einzuordnenden Charakter ansehen, war Gordon Brown fest im schottischen Klerus, dem schottischen Bildungssystem und nachfolgend auch der schottischen Politik verwurzelt. 1951 geboren in Glasgow, zog seine Familie nach Kirkcaldy in Fife um, als der junge Gordon fünf Jahre alt war. Sein Vater war ein Pfarrer in der Church of Scotland und prägte seinen Kindern das Ideal eines christlichen Sozialismus ein. Nach dem Besuch einer Grammar School wurde er mit nur 16 Jahren an der Universität Edinburgh zugelassen; zu Ende seiner Schulzeit erlitt er bei einem Rugbyspiel eine Netzhautablösung. Trotz mehrerer Operationen erblindete er auf dem linken Auge und musste mehrere Monate in einem abgedunkelten Raum liegen, um zumindest das zweite Augenlicht zu retten. Danach war er in den Augen verschiedener Historiker noch entschlossener und zielstrebiger. Bereits während des Studiums begann er, sich politisch zu betätigen, und wurde Editor einer Universitätszeitung. 1972 graduierte er als Master of Arts in Geschichte und blieb weiter an der Universität, um zu promovieren. Parallel dazu verwendete er viel Zeit und Energie darauf, in der schottischen Labour-Partei seinen Weg zu suchen, die in dieser Zeit im Vergleich zu ihrer Schwesterorganisation in England viel weniger radikal war. Ideologisch war Brown ein typischer Vertreter der schottischen Labour-Partei: Er sah sich als Verfechter des Egalitarismus, der zwar ein gleiches Einkommen für alle als unrealistisch und nicht zielführend ansah, jedoch für gleiche Bildungschancen und Mindestlöhne eintrat. 1983 sicherte er sich durch die Unterstützung einer Gewerkschaft den sicheren Labour-Wahlkreis Dunfermline East.

### Labour vor Blair und Brown
In der Labour-Partei waren seit den späten 1970er-Jahren innere Richtungskämpfe an der Tagesordnung. Nach der Niederlage von Premierminister Callaghan 1979 gegen die von Margaret Thatcher geführten Konservativen versuchte die harte Linke dann, die Kontrolle über Labour zu übernehmen. Während Michael Foot im November 1980 als neuer Parteiführer gewählt wurde, bewarb sich der führende Repräsentant und Vordenker der harten Linken, Tony Benn, im September 1981 um den Posten des stellvertretenden Führers. Er forderte dabei den moderaten Denis Healey heraus, der im Vorjahr knapp Foot unterlegen gewesen war und nun den Vize-Posten hielt. Die Wahl gilt rückblickend als richtungsweisender Moment in der Geschichte Labours und wird gelegentlich auch als Kampf um die Seele der Labour Partei stilisiert. Mit Benns knapper Niederlage hielt die sogenannte „softe Linke“, also der als moderat geltende Flügel, diesen Übernahmeversuch in Schach. Dennoch bewegte sich die Partei unter Michael Foot weiter nach links. In die Britische Unterhauswahl 1983 ging die Partei mit einem (von Benn mitverfassten) äußerst linken und stark sozialistischen Wahlkampfmanifest, das u. a. den Austritt aus der EWG, unilaterale Abrüstung und weitgehende Verstaatlichungen vorsah. Die Partei erlitt bei der Wahl eine klare Niederlage gegen die konservative Premierministerin Thatcher. Foot trat daraufhin sofort zurück. Im Angesicht der klaren Niederlage drehte sich parteiintern das Dynamik. Die Vertreter der „soften Linken“ begannen unter dem neuen Führer Neil Kinnock eine Modernisierungskampagne. Die Ursprünge dieser Bemühungen werden von Historikern bereits in der Kampagne gegen Tony Benns Führungsanspruch gesehen.

### Blairs und Browns Aufstieg in der Labour-Hierarchie
Nach dem Debakel der Unterhauswahl 1983 stachen unter den wenigen neuen Unterhausmitgliedern für Labour Gordon Brown für den Wahlkreis Dunfermline East und Tony Blair für den Wahlkreis Sedgefield bald heraus und machten sich schnell einen Namen als künftige Führungstalente. Beide teilten sich in Westminster ein kleines Büro und standen sich politisch und privat zunächst äußerst nahe. Blair äußerte später bei diversen Gelegenheiten, er und Brown seien sich so nah gestanden, wie es in der Politik überhaupt nur irgend möglich sei. Von Außenstehenden wurden beide wahlweise als Zwillinge oder Blutsbrüder beschrieben. Dabei waren beide nicht Gleiche; Brown war im Innenverhältnis der erfahrenere Senior-Partner. Sowohl altersmäßig als auch in der politischen Erfahrung und dem Wissen über die Geschichte der Labour-Partei war Brown dem politisch noch unerfahrenen Blair weit voraus und in diesen Jahren Blairs Mentor und Lehrmeister. In kurzer Zeit stiegen sie zu führenden Vertretern der Gruppe der Modernisierer auf.

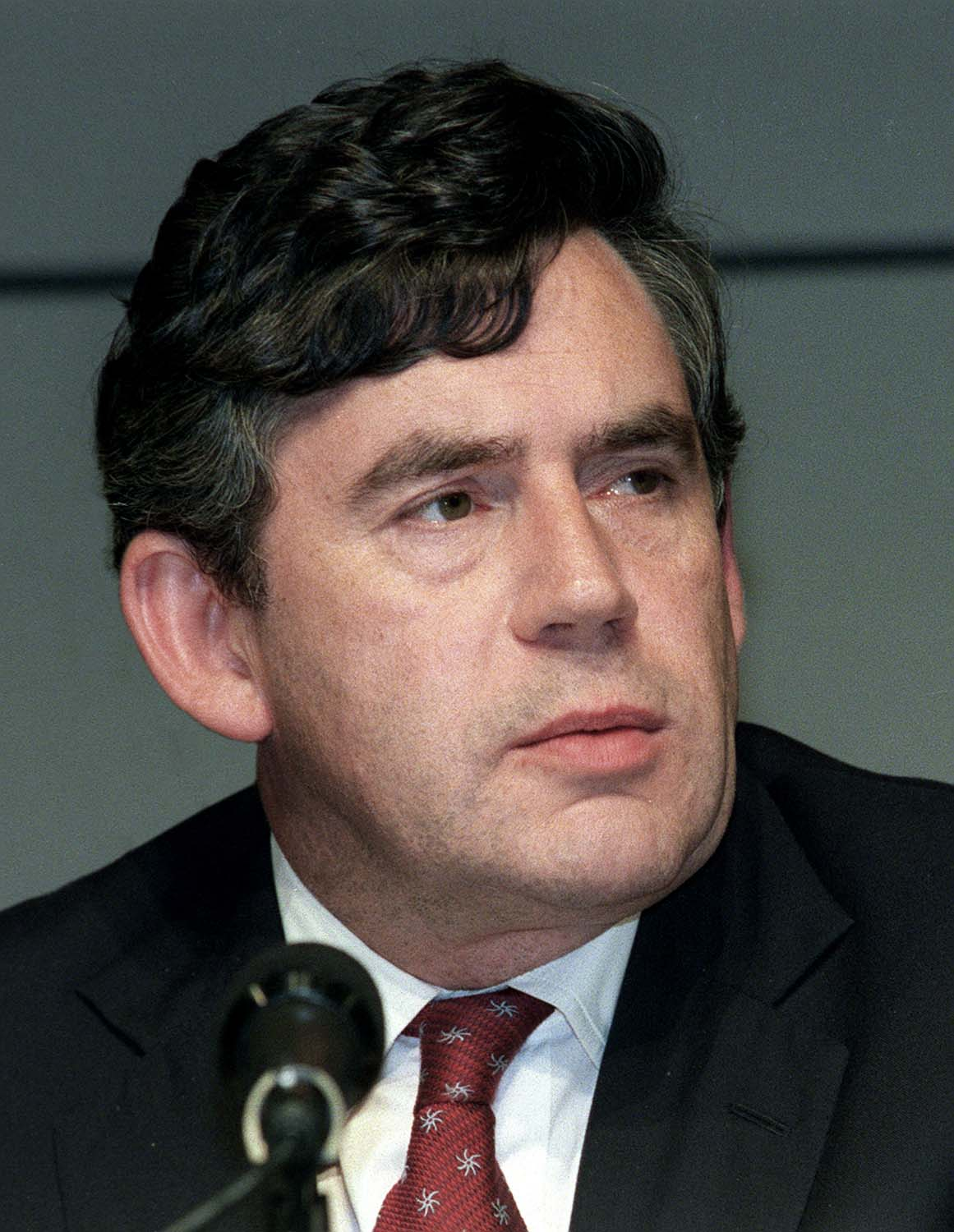
Gordon Brown als Schatzkanzler 2004

Ein Angebot im November 1984 von Donald Dewar, in die schottische Politik zu wechseln, lehnte Brown ab, da er nicht auf diese festgelegt werden wolle, sondern höhere Ambitionen hatte. Blair wurde 1985 als Subalterner ins Team von Schattenkanzler Roy Hattersley aufgenommen. Mit Peter Mandelson, dem 1985 von Parteiführer Neil Kinnock ernannten neuen Pressesprecher und Wahlkampfleiter (Director of Campaigns and Communications) Labours, bildeten sie bald ein Trio. Brown wurde 1987 ins Schattenkabinett gewählt, während Blair das Votum knapp verpasste. Brown wurde nun Stellvertreter des Schattenkanzlers John Smith, während Blair City Spokesman wurde. Im Jahr 1988 machten sich beide auch im Unterhaus einen Namen; Blair griff das Verhalten der Thatcher-Regierung nach dem Kollaps der Barlow Clowes Investment Group an. Stellvertretend für John Smith (der einen Herzanfall erlitten hatte) griff Brown Schatzkanzler Nigel Lawson wirkungsvoll gerade in dem zeitlichen Moment an, als die Boomjahre der britischen Wirtschaft abflauten. In der Folge wurden beide ins Schattenkabinett gewählt.
Nach der überraschenden Niederlage Labours bei der Britischen Unterhauswahl 1992 gegen die nun von John Major geführten Konservativen – die Umfragen hatten im Vorfeld einen Wahlsieg prognostiziert – traten Labour-Führer Neil Kinnock und sein Stellvertreter Roy Hattersley zurück. John Smith war der offensichtliche Favorit für Kinnocks Nachfolge.
Blair versuchte Brown nun zu überreden, im Wettbewerb um die Parteiführung als Vertreter der Modernisierer zu kandidieren. Brown lehnte jedoch ab. Einerseits hatte er Smith zuvor ein entsprechendes Versprechen gegeben, nicht gegen ihn zu kandidieren. Andererseits war er sich nicht sicher, ob er genügend Unterstützung hatte, um gewinnen zu können – im Fall einer Niederlage sah er seine Karriere beschädigt. Umgekehrt redete Brown Blair die Absicht aus, für den Vizeposten zu kandidieren – Blair fühlte sich zu diesem Zeitpunkt noch nicht stark genug, um gegen Browns Rat zu handeln. Blair, von seiner ehrgeizigen Frau Cherie darin bestärkt, sah Browns Zögern als einen Fehler an. Blairs Biographen sahen hier die erste offene Bruchlinie im vormals so engen Verhältnis zwischen Blair und Brown; Blair war enttäuscht von Browns allzu zögerlicher Haltung und für die Zukunft fest entschlossen, bei der nächsten sich bietenden Gelegenheit nicht mehr zurückzustecken, sondern sofort selbst vorzupreschen. Hinzu kam bald eine physische Distanz. Bis 1993 hatten beide sich zunächst das Büro geteilt und später aneinander angrenzende Büroräume gehabt. Als Brown im Schattenkabinett Schatzkanzler wurde, zog das Team in neue Räume um.
In John Smith Schattenkabinett blieben beide Kollegen und Anführer des Flügels der Modernisierer; dazu teilten sie die Ansicht, dass Smith zu selbstzufrieden und mehr nötig sei, um die Tories bei der nächsten Unterhauswahl zu schlagen. Von John Smith wurden Blair und Brown bereits fest als künftige Minister gehandelt und von Smith mehrfach gemeinsam ins Ausland geschickt; 1992 sollten sie den Wahlkampf der US-Demokraten studieren.
Brown übernahm im Schattenkabinett die Rolle des Schattenkanzlers. Entschlossen, den unsoliden Ruf Labours im Feld der Wirtschaft und Finanzpolitik zu ändern, erzwang er eine strikte Kontrolle über künftige Verpflichtungen möglicher Ausgaben.
Damit erwarb er sich in der breiteren Öffentlichkeit seinen anhaltenden Ruf, verantwortungsvoll und vernünftig zu sein. Bei seinen Kollegen im Schattenkabinett machte er sich damit allerdings ebenso unpopulär wie in Teilen der Mitgliederschaft Labours.
Zudem unterstützte er die britische Mitgliedschaft im Europäischen Währungssystem. Nach dem Schwarzen Mittwoch war Großbritannien gezwungen, aus dem EWS wieder auszutreten und das Britische Pfund verlor mehr als 25 % an Wert gegenüber dem amerikanischen Dollar.
Damit wurde nicht nur die hohe ökonomische Reputation der konservativen Regierung nachhaltig beschädigt, auch Browns Ruf litt erheblich für seine Unterstützung.
Blair wurde im Schattenkabinett zuständig für die Innenpolitik. Hier konnte er sich schnell einen Namen machen. Mit dem (von Brown für ihn erdachten) Spruch „Hart gegen die Kriminalität, hart gegen die Ursachen der Kriminalität“ fand er in der öffentlichen Meinung großen Zuspruch und punktete gegen den konservativen Innenminister Michael Howard.
Blair wurde damit bald als Kandidat für eine mögliche Vakanz bei der Führerschaft Labours gehandelt und galt als aussichtsreicher Nachfolger von John Smith. Er begann graduell auch, Brown im Ansehen zu überholen.
Im Mai 1994 war Blairs Reputation in die Höhe geschnellt, während Browns Reputation innerhalb der Labour-Partei aufgrund seiner Aussagen zur Wirtschaftspolitik gesunken war. Am Morgen des 12. Mai 1994 starb Labour-Führer John Smith völlig überraschend an einem Herzinfarkt.

### Ausgangslage vor dem Abkommen
Tony Blair, der gerade Aberdeen besuchte, war sofort entschlossen, für die Parteiführung zu kandidieren. Innerhalb der Labour-Fraktion formierte sich unabhängig davon sofort eine massive Unterstützung für Blair, die ihm eine Absage in jedem Fall unmöglich gemacht hätte. Die britische Presse sah ebenfalls einhellig Tony Blair als aussichtsreichsten Kandidaten; dazu sah eine MORI-Umfrage ebenfalls Blair mit 32 Prozent Unterstützung als den klaren Favoriten. Während Gordon Brown geschockt vom Tod Smiths einen Tag lang abtauchte, nutzte Blair die Chance und ergriff die Gelegenheit. Gordon Brown sah sich am Tag nach Smiths Tod noch als dessen Erben und ging von der Voraussetzung aus, dass er bei einer Kandidatur auf die Unterstützung von Blair und Mandelson zählen könne. Jahre zuvor hatten sich Brown und Blair versprochen, bei einer Vakanz nicht gegeneinander anzutreten, um die Stimmen für den Flügel der Modernisierer nicht zu spalten; Brown baute nun darauf, dass er immer noch der Seniorpartner sei. Blair dagegen meinte, dass Brown 1992 seine Chance gehabt und vergeben hätte und das Momentum, der Zeitgeist und die öffentliche Meinung nun für seine eigene Kandidatur sprechen würden. Als Brown am Folgetag mit engen Freunden seine Kampagne besprechen wollte, gaben ihm diese zu verstehen, dass sowohl in den Medien als auch im Parlament ein Bandwagon-Effekt für Blair am Laufen sei und dieser auch kandidieren würde; Brown war bestürzt und fühlte sich verraten. 1992 noch der Senior Partner im Innenverhältnis mit Blair, sah er sich von Blair überholt. Die weiteren möglichen Kandidaten waren Margaret Beckett und John Prescott. Da Beckett die Unterstützung der großen Gewerkschaften hatte, war es für Brown in der Meinung der Beobachter beinahe unmöglich, genügend Unterstützung für seine Kandidatur zu sammeln, wenn Blair kandidierte. Peter Mandelson unterstützte ebenfalls Blair; er begründete das am Folgetag gegenüber Brown mit strategischen Kalkulationen: Blair liege bereits weit vorne in den Umfragen und habe das Momentum auf seiner Seite. Brown solle deshalb würdevoll zurückstehen, um damit seine Reputation zu erhöhen und seine eigene Position zu verbessern. Brown hatte eigentlich Mandelson zu seinen eigenen Unterstützern gezählt und wertete Mandelsons Seitenwechsel als einen Verrat, den er ihm niemals vergab. Steve Richards attestierte, dass die Enttäuschung über die Ereignisse nach Smiths Tod eine Art Trauma für Brown dargestellt habe und seine Reaktion bald zu einer Polarisierung in der Labour-Partei führte. Für zwei Tage wägte Brown seine Chancen ab, kam aber dann zum Schluss, dass er auf verlorenem Posten stand.

## Das Abkommen
Drei Tage nach Smiths Tod, am 15. Mai 1994, trafen sich Blair und Brown erstmals in Schottland zu ersten Sondierungen über eine mögliche Übereinkunft. Zwischen dem 15. Mai und dem 31. Mai 1994 diskutierten beide dann bei insgesamt 10 Treffen in Edinburgh und in London über eine mögliche Übereinkunft.
Für Steve Richards ging Brown in die Verhandlungen bereits nicht mehr mit dem Ziel, Blair noch umzustimmen und für sich selbst die Kandidatur zu sichern oder Blairs Nachfolge zu einem festgesetzten Zeitpunkt zu klären. Vielmehr sei er darauf bedacht gewesen, die Kontrolle über die politischen Felder zu erlangen, die ihm am Herzen lagen. Besonders in den Feldern Besteuerung und Sozialpolitik suchte er die Kontrolle zu erlangen. Er sei besonders darauf bedacht gewesen, dass Blair bei öffentlichen Auftritten und Reden keine diesbezüglichen Versprechungen abgab, die Brown später daran gehindert hätten, seine eigenen Akzente zu setzen.
Brown bedrängte Blair bei den spannungsgeladenen und emotionalen Treffen hart und erinnerte ihn an dessen Zusagen aus früheren Jahren. Für seinen Verzicht auf eine eigene Kandidatur und die mögliche Unterstützung stellte er weitgehende Forderungen auf. Blair blieb bei seiner eigenen Kandidatur, gab aber inhaltlich Brown bei dessen Vorstellungen zur künftigen politischen Agenda nach. Brown legte Blair darauf fest, dass eine künftige Labour-Regierung an der Frage der sozialen Gerechtigkeit festhalten würde und Brown selbst als künftiger Schatzkanzler die Autonomie über die soziale und ökonomische Agenda haben würde. Zwar sei Blair im letzten Treffen im Granita-Restaurant Verpflichtungen eingegangen, die ihn inhaltlich festlegten und Brown eine ungeahnte Machtfülle gaben, die Bedeutung dessen für die nachfolgenden Ereignisse sei aufgrund der unsicheren Lage Labours aber damals gar nicht vorherzusehen gewesen, attestierte Steve Richards.
Vor dem letzten Treffen im Restaurant Granita im Londoner Stadtteil Islington standen die Grundzüge fest; Brown, der Blair als zu marktfreundlich ansah, erinnerte an seine Agenda der sozialen Gerechtigkeit („Fairness-Agenda“ in Browns Formulierung) und insistierte darauf, dass dieser Teil der Vereinbarung schriftlich festgelegt werde. Blair stimmte zu und ließ Mandelson den Text aufsetzen, in dem er sein volles Einverständnis zu Browns Punkten gab; Brown wollte diese Formulierung am Tag danach verstärken und ersetzte es durch die Formulierung, dass „Blair die Garantie abgegeben habe“. Blair verweigerte diese Nachbesserung allerdings, woraufhin es beim ursprünglichen Text blieb.
Umstritten bis heute ist der vereinbarte Zeitpunkt der Machtübergabe Blairs an Brown und ob es eine solche Vereinbarung überhaupt gab.
Brown insistierte bereits 2001 darauf, dass Blair ihm in der kommenden Amtszeit die Macht übergeben müsse. Auch in späteren Jahren blieb er bei seiner Version, dass Blair ihm versprochen hätte, in der zweiten Amtsperiode abzutreten und Brown das Feld zu überlassen. Blair wiederum bestritt damals wie heute, dass er ein solches Versprechen gegeben habe.
John Campbell sah es als unwahrscheinlich an, dass Blair mit seinem Hintergrund als ausgebildeter Jurist bei den Gesprächen Brown eine mündliche Garantie gegeben habe. Es sei vielmehr leicht vorstellbar, dass Blair, der immer die Gabe gehabt habe, Menschen glauben zu lassen, er habe mehr gesagt als er in der Realität wirklich gesagt hatte, Brown einen gewissen Eindruck gegeben habe, dass er sich vorstelle, in oder nach einer zweiten Amtszeit abzutreten; dieser habe dies als formelle Zusage betrachtet.
Die Frage, ob Brown mit der Kontrolle über die Innenpolitik auch die Macht erhalten hatte, bei der Neubesetzung von Posten auch außerhalb des Schatzamtes aktiv mitzuentscheiden, führte in der Praxis ebenfalls sehr schnell zu Auseinandersetzungen. Blair hatte Brown nur zugesagt, ihn dahinsichtlich zu konsultieren.

## Folgen

Das New-Labour-Logo

Am 21. Juli 1994 wurde Tony Blair mit einer komfortablen Mehrheit von 57 Prozent der Stimmen gegen 24 Prozent der Stimmen für John Prescott und 19 Prozent der Stimmen für Margaret Beckett gewählt. Er begann zunächst damit, gemeinsam mit Brown Labour zu modernisieren. 1995 erfolgte die Streichung der Klausel IV (die im Kern als Ziel weitgehende Verstaatlichungen vorsah) auf einem Sonderparteitag. Dazu wurde der Begriff New Labour eingeführt, der der Partei eine neue Außenpräsentation geben sollte.
In der Außenwirkung und Wahlkampfwerbung sprachen Blair und Brown jeweils unterschiedliche Wählergruppen an. Während Brown die traditionellen Wählerschichten Labours hinter sich vereinte, gewann Blair neue Segmente in der britischen Mittelschicht für Labour hinzu.

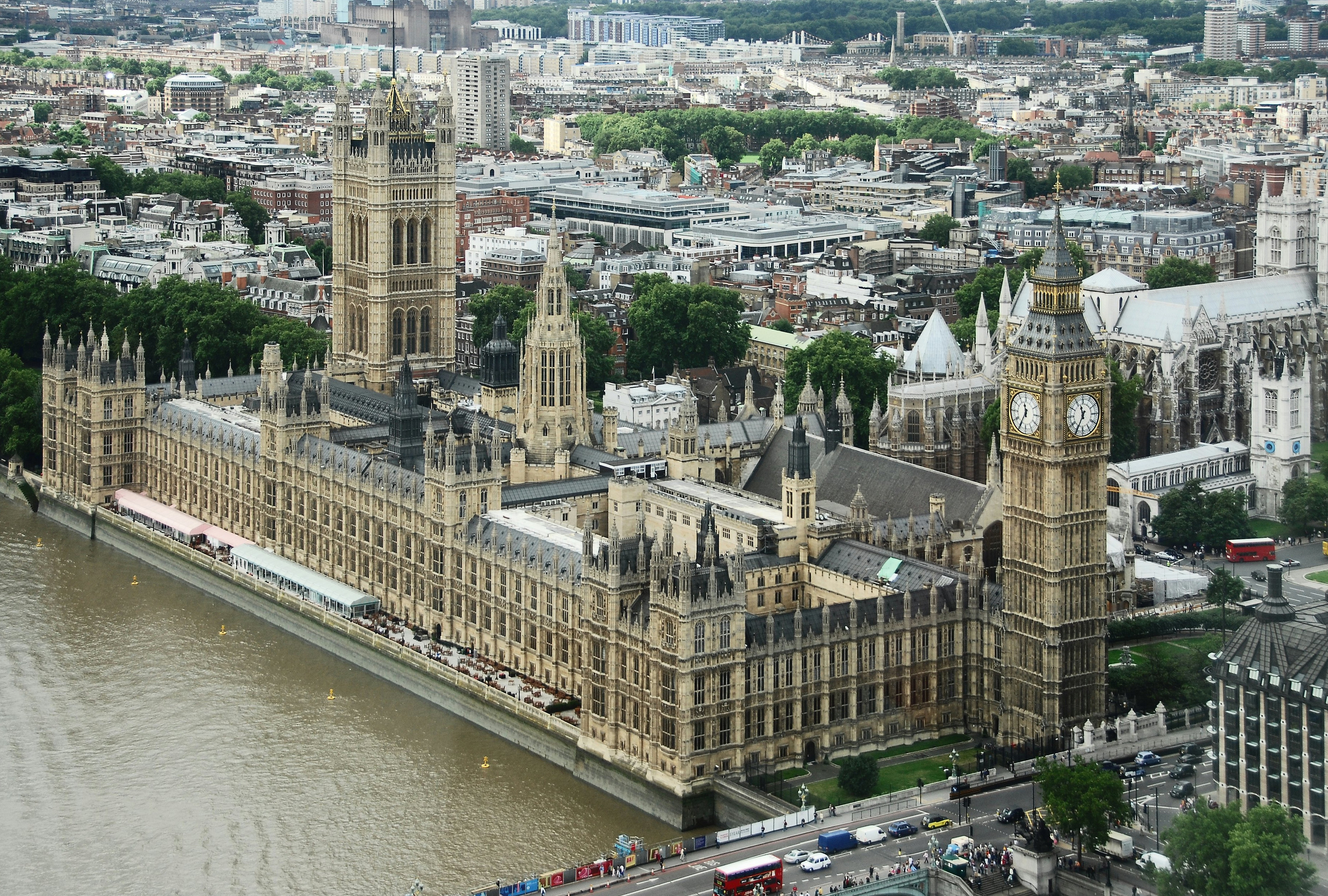
Palace of Westminster

Bei der britischen Unterhauswahl 1997 gewann New Labour in einem Erdrutschsieg gegen John Majors Konservative Regierung. Die neue Labour-Regierung wurde entlang der ausgehandelten Linien des Granita Deals gebildet und teilte Whitehall effektiv zwischen den Ressorts auf, in denen Blair die Führung übernehmen würde und die Ressorts, die von Brown dominiert wurden. Mit Nick Brown (als Chief-Whip), Alistair Darling, Geoffrey Robinson und einigen anderen wurden wichtige Verbündete Browns in die Regierung aufgenommen. Die Labour-Regierung wurde um zwei Machtpole gebildet – mit Blair als Premierminister in 10 Downing Street als zunächst dominierendem Machtzentrum und Brown im Schatzkanzleramt, der sich dort ein zweites Machtzentrum aufbaute und sich mit seinen eigenen Gefolgsleuten umgab.
Dabei war die interne Machtbalance zwischen diesen beiden Polen nicht statisch, sondern Schwankungen und Wandlungen unterworfen. Lange war Blair der dominierende Partner in der Regierung; der große Wahlsieg von 1997 mit einer Mehrheit von 179 Sitzen wurde in weiten Teilen Blair persönlich zugute geschrieben. Nach 14 Monaten im Amt nutzte Blair dies: Bei seiner ersten Kabinettsumbildung wurde Nick Brown aus der kritischen Position des Chief-Whip entfernt und Browns Intimfeind Peter Mandelson zum Minister für Handel und Industrie befördert, wo es vorprogrammiert war, dass er in Kompetenzstreitigkeiten mit Gordon Browns Schatzamt geriet. Gordon Brown sah bereits diese erste Kabinettsumbildung als Bruch des Granita-Deals. Das Verhältnis zwischen beiden während der Regierungsjahre wird als durchgehend belastet beschrieben; beide arbeiteten eher nebeneinander als miteinander, dazu kamen neben konstruktiven Phasen zahlreiche Krisen, die durch die Berater beider entschärft werden mussten.
Der erneute Wahlsieg von 2001 bedeutete für Blair einen Machtzuwachs, der der Legislaturperiode seinen Stempel mit weitreichenden Reformen aufdrücken wollte. Infolge des Irakkriegs und nachdem sich im Irak die Sicherheitslage zunehmend verschlechterte bzw. Aufstände gegen die Koalitionstruppen ausbrachen, verlor Blair allerdings die Initiative und sah sich parteiintern nachhaltig geschwächt. Nach zahlreichen Konflikten wurde am 6. November 2003 das Granita-Abkommen im Admiralty House neu verhandelt, mit John Prescott als neutralen Zeugen und Schiedsrichter. Blair sagte Brown zu, im Sommer des nächsten Jahres abzutreten, verlangte im Gegenzug jedoch Browns volle Unterstützung bei der Umsetzung seiner Reformagenda. Am Folgetag wurde ein gemeinsam vereinbartes Statement veröffentlicht, in dem Dispute eingeräumt wurden, die gemeinsame künftige Zusammenarbeit zwischen Premierminister und Schatzkanzler beschworen wurde. Im Frühjahr 2004 sah sich Blair an einem politischen Tiefpunkt und plante, zurückzutreten, entschied sich dann nach seinem Sommerurlaub jedoch, weiterzumachen und gab im September 2004 bekannt, auch die nächste Wahl bestreiten und die volle nächste Amtsperiode im Amt bleiben zu wollen. Damit war das revidierte Granita-Abkommen zerbrochen und die Konflikte zwischen den sogenannten Blairiten und Browniten verstärkten sich. Im Verlauf des Jahres 2005 gewann Browns Fraktion zahlenmäßig die Oberhand. Jon Davis und John Rentoul zogen hier explizit den Vergleich zwischen Tony Blair und Lloyd George, im Vorfeld des Carlton Club Treffens im Jahr 1922. Beide seien als Premierminister einer Koalitionsregierung vorgestanden, in der ihre eigene Fraktion nur noch die Minderheit bildete. Im September 2006 kam es schließlich von Seiten des Brown-Lagers zu einer Revolte; Juniorminister Tom Watson sowie zahlreiche Berater traten zurück und forcierten so Blairs Ankündigung, im nächsten Jahr abzutreten.
Brown setzte nach seiner Machtübernahme im Juni 2007 die Koalition zwischen seinen Anhängern und den „Blairiten“ zunächst unter umgekehrten Vorzeichen fort. Um die parteiinterne Machtbalance zu bewahren, beförderte er die Blairiten David Miliband und Jacqui Smith zum Außenminister respektive zur Innenministerin. Dazu behielten Alan Johnson, Hazel Blears, Ruth Kelly und John Hutton ihre alten Posten in Browns Kabinett. In den Augen von Jon Davis und John Rentoul hatten die Ereignisse der letzten Jahre allerdings zu einer chronischen Dysfunktionalität der Regierung geführt und binnen weniger Monate begannen verschiedene Blairiten damit, gegen Brown zu agitieren. In einem weiteren Schritt, um die Regierung auszubalancieren, holte Brown im Oktober 2008 auch Peter Mandelson ins Kabinett zurück, der als Vermittler zwischen Brown und Blairs Anhängern fungierte. Numerisch waren Blairiten und Browniten vor der Unterhauswahl 2010 zahlenmäßig wiederum ausgeglichen.

## Rezeption

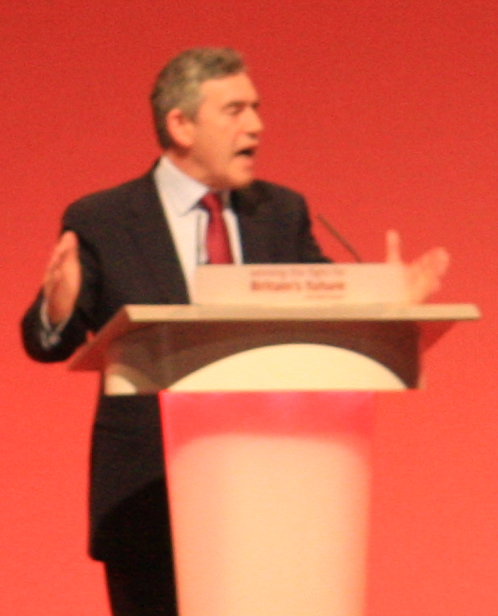
Gordon Brown 2008 beim Labour Parteitag

### Mediale Veröffentlichung des Abkommens
In den Medien wurde frühzeitig über ein weitreichendes Abkommen zwischen Blair und Brown berichtet.
Während der Amtszeit von Tony Blair wurde die Existenz des Granita-Pakts von den Protagonisten allerdings lange bestritten. Im Juni 2003 veröffentlichte die britische Tageszeitung The Guardian den schriftlichen Teil der Vereinbarung; das Dokument war der Zeitung aus dem Brown-Lager zugespielt worden, da Blair sich zu diesem Zeitpunkt geweigert hatte, seinen Posten für Brown zu räumen.
Nachdem beide aus dem Amt ausgeschieden waren, bestätigten beide (unabhängig voneinander) jeweils die Existenz des Abkommens. Beide legten jedoch Wert darauf, dass wichtige Vereinbarungen bereits bei vorhergehenden Treffen in Schottland abgesprochen worden waren und das Treffen im namensgebenden Londoner Restaurant lediglich der Fertigstellung des Abkommens diente.

### Beurteilung der Machtverhältnisse zwischen Brown und Blair
2010 beurteilte Steve Richards den Granita Deal als Absteckung gegenseitiger Interessensphären und ein Austarieren der internen Machtbalance. Für ihn war das Granita-Abkommen einerseits ein Zeugnis für Blairs Schwäche; dieser habe Brown als den Architekten der ökonomischen Politik benötigt. Andererseits sah er im Ergebnis auch einen Ausdruck für Blair gewachsene Härte, dass er dem furiosen und einschüchternden Ansturm Browns überhaupt standgehalten habe. Blair hätte die Wahl auch ohne Brown gewonnen, letztlich hätten beide aber einander gebraucht. Ein öffentliches Wahlkampfduell hätte zudem destruktive Auswirkungen auf das gemeinsame Projekt gehabt, da weder Brown noch Blair sich in Abgrenzung zum jeweils anderen hätten definieren wollen. Auch hätten beide vermeiden wollen, den Hauptunterschied hervorzuheben: Dass Brown links von Blair stand. Das „New Labour-Projekt“ sei so letztlich in einem „Old Labour-Hinterzimmer-Deal“ geboren worden.

### Beurteilung der Auswirkungen auf die Regierung Blairs
Der Granita Deal wird teils sehr negativ beurteilt. Der Journalist Simon Jenkins sah im Abkommen 2006 eine geheime Kabale, wie sie eher dem 18. Jahrhundert als dem späten 20. Jahrhundert entsprochen habe. Dennis Kavanagh kam 2001 zu dem Ergebnis, dass die gesamte Regierungszeit Blairs von seinem heiklen Verhältnis mit Brown überschattet gewesen sei: Blair habe mit dem Granita-Abkommen die Kontrolle an Brown über den möglichen Beitritt Großbritanniens zum Euro, über die Wirtschaftspolitik und die Sozialpolitik übergeben.
John Campbell charakterisierte den Granita Deal als einen Teufelspakt, der ultimativ Blair und Brown aneinander kettete. So hätte der Granita Deal beiden zwar kurzfristig gedient, auf lange Sicht jedoch habe er die Regierung Blair nachteilig verfolgt und die Blair-Regierung habe insgesamt weniger erreicht, als es angesichts der großen Wahlsiege eigentlich möglich gewesen wäre.
Andrew Adonis, der selbst zeitweise in Blairs und auch Browns Regierung gedient hatte, sah 2020 im Granita-Abkommen für Tony Blair eine Krux, die seine ganze Regierungszeit als Premierminister überschattete, wie auch bereits bei Clement Attlee mit Ernest Bevan und zuvor H. H. Asquith mit Lloyd George. Einerseits war es ein Aktivposten wegen Gordon Browns Wirkung als Schatzkanzler und seiner innerparteilichen Stärke. Andererseits habe es für endemische Frustration gesorgt, als Blair und Brown nach dem zweiten Wahlsieg 2001 über innenpolitische Angelegenheiten und den Zeitpunkt von Blairs Abgang aus der Politik in Streit gerieten.
Für Jon Davis und Blair-Biograph John Rentoul waren 2019 die Ereignisse nach Smiths Tod verantwortlich dafür, eine rein unterschwellige Rivalität in einen bitteren, permanenten und strukturellen Bruch zu verwandeln. Dies habe dazu geführt, dass Labour in zwei institutionell und ideologisch voneinander getrennte Gruppen geteilt wurde, nämlich die Blairiten und die Browniten. Die Labour-Regierung von 1997 bis 2010 definierten Davis und Rentoul (in Anlehnung einer Formulierung von Andrew Adonis) als eine Art von Koalition, mit dem Granita-Abkommen als formellen Koalitionsvertrag.
Im Gegensatz zur nachfolgenden Koalition aus Konservativen und Liberaldemokraten (2010 bis 2016) sei die Koalition aus Blairiten und Browniten jedoch von gegenseitigem Misstrauen und gegenseitiger Abneigung geprägt gewesen. Während die ideologischen Gegensätze zwischen Konservativen und Liberaldemokraten von Anfang an für jeden Beobachter sichtbar war, sei die Spaltung New Labours demgegenüber nach außen hin mühsam verdeckt worden. Dies habe die Regierung zusätzlich belastet und die internen Brüche verstärkt. Alle Modernisierer in der Labour-Partei hätten früher oder später wählen müssen, welchem Flügel sie sich zugehörig fühlten. Wer sich neutral verhalten wollte, sei letztlich zwischen alle Stühle geraten. Am deutlichsten habe sich dies bei Peter Mandelson gezeigt, der sich mit einem neutralen Schlingerkurs Brown zum Feind machte und Blairs Argwohn weckte. Selbst die politischen Journalisten seien mit der Zeit von dieser Spaltung erfasst worden und zunehmend zu Berichterstattern nur über das eine oder das andere Lager geworden.

### Verfilmungen und Dokumentationen
- 2003: The Deal (Drama)
- 2021: Blair & Brown: The New Labour Revolution (Dokumentation)